# Кратьэх (город)
Кратьэх — небольшой город на востоке Камбоджи. Является административным центром одноимённых округа и провинции. Население — 19 975 чел. (по оценке 2011 года).

## Экономика
Город лежит на берегу Меконга. В Кратьэхе работает порт, связывающий его со столицей страны, Пномпенем. Через город проходит автодорога, также ведущая в столицу. У города есть свой аэропорт.
В окрестностях Кратьэха расположены карьеры, в которых добывают белую и жёлтую глину.
На полях, растянувшихся вдоль русла Меконга, выращивают рис — главную сельскохозяйственную культуру для многих народов Восточной и Юго-Восточной Азии, а также растения-каучуконосы. Также здесь культивируют картофель, маис, бананы, тутовое дерево, хлопок, сахарный тростник и др. растения. В окрестных лесах произрастают деревья ценных пород древесины, тик, бук, розовое дерево камфи. Также имеются обширные заросли бамбука.
В промышленности превалирует сельскохозяйственное машиностроение.

## Климат
| Показатель | Янв. | Фев. | Март | Апр. | Май  | Июнь | Июль | Авг. | Сен. | Окт. | Нояб. | Дек. | Год  |
| --- | ---- | ---- | ---- | ---- | ---- | ---- | ---- | ---- | ---- | ---- | ----- | ---- | ---- |
| Средний суточный максимум, °C                                                                                          | 31   | 32   | 33   | 35   | 33   | 32   | 32   | 32   | 31   | 30   | 30    | 30   | 32   |
| Средняя температура, °C                                                                                                | 25,5 | 27,5 | 28,9 | 29,7 | 28,2 | 27,5 | 26,7 | 27,1 | 26,4 | 26,2 | 25,6  | 24,9 | 27,0 |
| Средний суточный минимум, °C                                                                                           | 21   | 22   | 23   | 24   | 24   | 24   | 24   | 24   | 24   | 24   | 23    | 21   | 23   |
| Норма осадков, мм | 9    | 13   | 23   | 108  | 242  | 242  | 343  | 256  | 346  | 175  | 75    | 26   | 1858 |
| Источник: http://www.levoyageur.net/weather-city-KRATIE.html, http://www.zoover.co.uk/cambodia/cambodia/kratie/weather |      |      |      |      |      |      |      |      |      |      |       |      |      |

## Население
Ниже представлена динамика численности населения города по годам:
| Год  | Численность |
| ---- | ----------- |
| 1962 | 11 900      |
| 1971 | 15 000      |
| 1987 | 14 000      |
| 1998 | 28 886      |
| 2011 | 19 975      |

Этнически население представлено в основном кхмерами, горными кхмерами и тямами.